# Ionuț Andrei
Ionuț Andrei (* 20. Dezember 1985 in Schitu Golești) ist ein ehemaliger rumänischer Bobfahrer.
Andrei begann 2002 mit dem Bobsport und gehörte seit 2004 dem Nationalkader an. 2006 startete er als Anschieber des rumänischen Bobs erstmals im Europacup. 2007 nahm er zum ersten Mal bei einer Weltmeisterschaft teil. In St. Moritz landete der von Nicolae Istrate gelenkte Viererbob auf dem 23. Platz. Bei der Juniorenweltmeisterschaft 2008 in Innsbruck erreichte Andrei den zehnten Platz. Noch im selben Monat fuhren die Rumänen bei der Weltmeisterschaft in Altenberg auf den 20. Rang.
Bei der Bob-Weltmeisterschaft 2009 in Lake Placid erreichte Andrei mit dem rumänischen Viererbob den 18. Platz. 2010 nahm er an den Olympischen Winterspielen in Vancouver teil. Im Whistler Sliding Centre erreichten die Rumänen den 15. Platz. Bei der Bob-Weltmeisterschaft 2011 am Königssee landeten sie auf dem 23. Platz. 2012 versuchte sich Andrei bei der Juniorenweltmeisterschaft in Innsbruck als Pilot des Zweierbobs und fuhr auf den 22. Rang.